# ビヨン・ダンカーベック

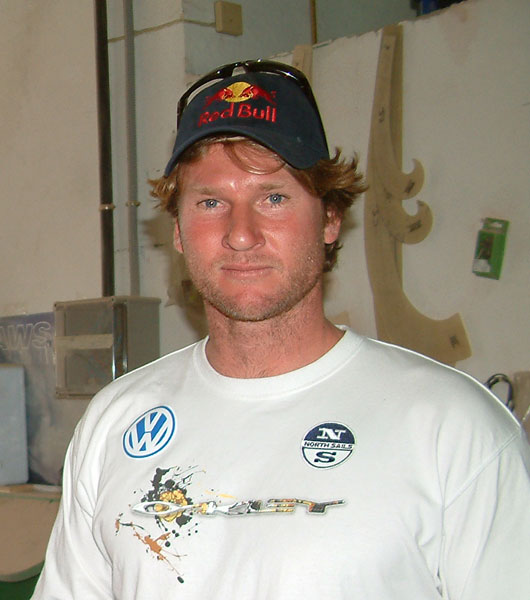
ビヨン・ダンカーベック

ビヨン・ダンカーベック（Björn Dunkerbeck、1969年7月16日 - ）は、デンマーク出身のプロウィンドサーファー。父親はオランダ人、母親はデンマーク人。アンドラ公国国籍。
プロフェッショナルウィンドサーファー協会(PWA)の世界チャンピオンを41回獲得した。百年王者と言われた。
極めて強い風の吹くスペイン領カナリア諸島の出身であったため、E-11で競技していた。
1980年代終わりころから1990年代を通してプロサーフィン界の重要人物であり、また、ウェーブセイリングのチャンピオンであった。
現在はスイス登録(SUI-11)で競技をしている。
ビヨン自身と彼の姉妹であるブリットは世界セイリングスピード記録評議会の1海里記録を保持している。

## 受賞歴
- PWA世界チャンピオン12回(88/89/90/91/92/93/94/95/96/97/98/99)[6]
- PWAスラロームチャンピオン10回(88/89/90/91/92/93/94/05/11)[6]
- PWAウェーブライディングチャンピオン7回(90/92/93/94/95/99/01)[6]
- PWAコースレーシングチャンピオン5回(90/91/92/93/94)[6]
- PWAレーシングチャンピオン5回(95/96/97/98/99)[6]
- PWAフリースタイルチャンピオン1回(98)[6]
- スピードチャンピオン2回(94/05)[6]

ワールドオープン・オーシャンスピード世界記録44.35ノット

## 文献
- Andreas Erbe, Alois Mühlegger: Bjørn Dunkerbeck – Windsurfer. Das Leben des erfolgreichsten Profisportlers aller Zeiten. Delius Klasing, Bielefeld 2015, ISBN 978-3-667-10296-6.